# Mej Jao-csen
Mej Jao-csen, (pinjin, hangsúlyjelekkel: Méi Yáochén; hagyományos kínai: 梅堯臣; egyszerűsített kínai 梅尧臣) (Hszüancseng (Xuancheng), 1002 – Hszüancseng (Xuancheng), 1060) a kínai Szung-dinasztia (Song-dinasztia) korának neves költője volt. Felnőtt korában a Seng Jü (Sheng Yu) (圣俞) tiszteleti nevet kapta. A Szung (Song)-kor költészetének egyik nagy megújítójának tekinti az utókor.
Neves hivatalnokcsaládból származott. A császári vizsgákat 1051-ben letette ugyan, de a hivatalnoki pályán nem ért el nagy sikereket. Udvari költőként is tevékenykedett, szertartásokhoz is írt verseket.
Rendkívül termékeny költő volt, fennmaradt műveinek száma a 3000-et is meghaladja. Nagyra becsülte a Tang-kor költészetét, annyira, hogy azt meghaladhatatlannak értékelve új utakat keresett. Az addig divatos végtelenül kifinomult költészettel szemben az egyszerűséget helyezte előtérbe. Az úgynevezett si (shi) versek stílusát követte, tömör, szinte prózai verseket alkotott. Azt vallotta, hogy „A versnek olyannak kell lennie, mint egy szobornak”. Költészetében Han Jü (Han Yu) és Meng Csiao (Meng Jiao) hatása figyelhető meg.
Korai versei gyakran tartalmaztak egyfajta társadalomkritikát, neokonfuciánus alapokról szorgalmazott társadalmi reformokat. Később a mindennapi élet felé fordult; nagy hatású versekben állított emléket korán elhunyt első feleségének és több gyermekének.
Verseihez gyakran fűzött prózai magyarázatokat, erkölcsi tanulságokat. Egyedi hangulatokat teremtett, kedvelte a gúnyos hangvételt. Ars poeticája szerint a költészet elsődleges feladata az, hogy gyönyörködtesse és elgondolkoztassa az embereket.